# Team Schwabentruck

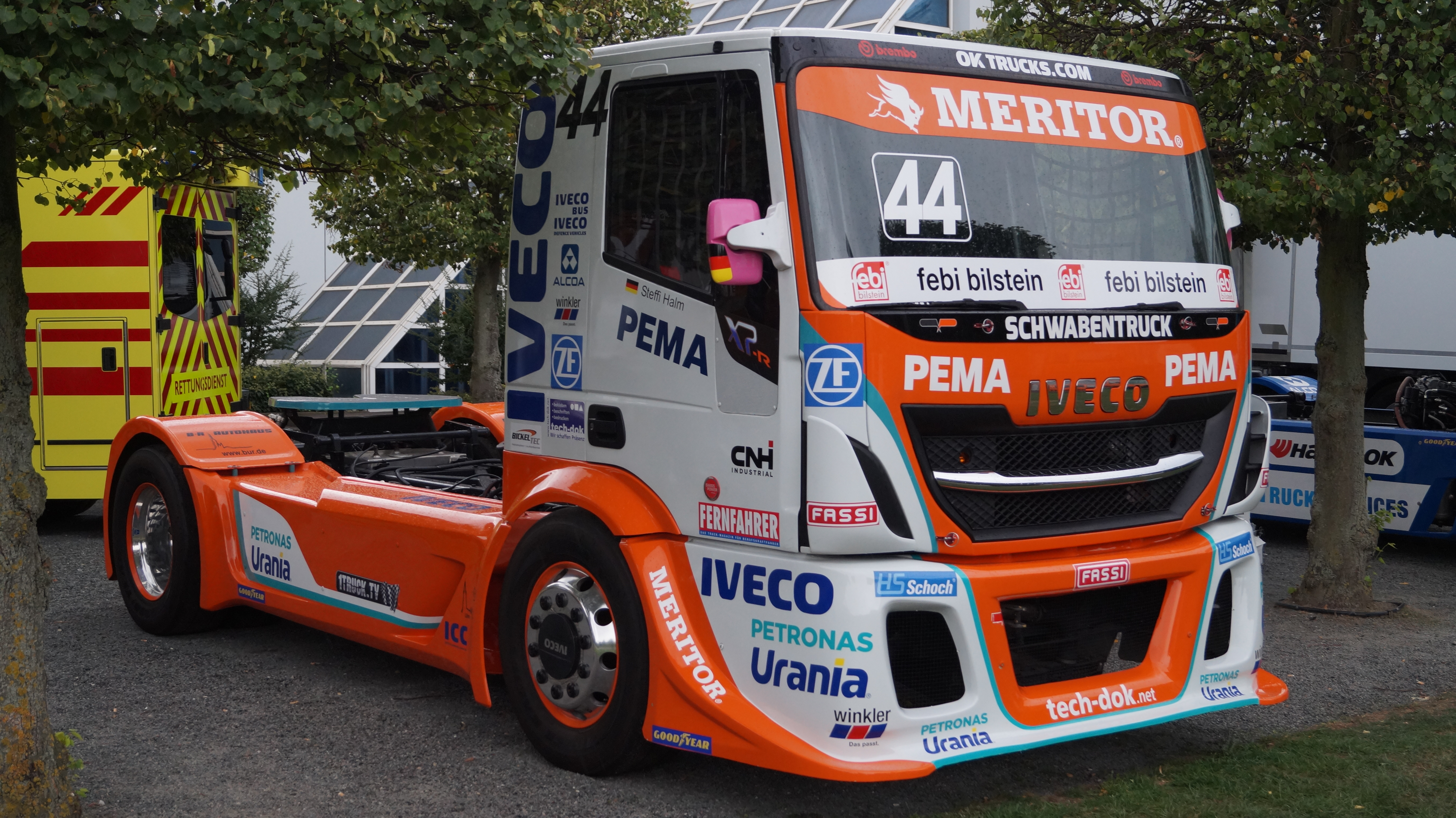
Iveco Stralis del Team Schawabentruck pilotado por Steffi Halm en 2018.

El Team Schwabentruck es un equipo alemán de automovilismo que ha participado en las carreras de camiones. Actualmente compite con un Iveco S-Way corriendo a tiempo completo en el Campeonato de Europa de Carreras de Camiones, piltado por Steffi Halm.

## Historia

### Sólo Körber
Debutó en 2011 con un Iveco Stralis, teniendo como piloto a Gerd Körber, quien corrió cuatro rondas de las diez del campeonato (Misano, Nürburgring, Zolder y Le Mans), en las que consiguió un podio y 37 puntos que le hicieron ser 13.º.
En 2012, Körber disputa cuatro rondas, cambiando Zolder por Most. Fue undécimo con 69 puntos y tres podios.

### Años Körber-Altenstrasser
En 2013 Körber repite las mismas rondas del campeonato que en 2012, siendo 13.º sin podios y con 24 puntos. Ese año, el equipo introdujo una nueva unidad, en Red Bull Ring y Nürburgring, quien obtuvo 3 puntos para ser 19.º.
En 2014 Körber corre en las mismas carreras que en 2013, pero añadió la de Red Bull Ring. Altenstrasser corrió en Red Bull Ring y Nürburgring. Finalizaron 12.º con 38 puntos y 1 podio y 19.º con tres puntos, respectivamente.
Repitiendo sus inscripciones de 2014 en 2015, Körber obtiene mejores resultados (cuatro podios y 124 puntos, siendo 9.º en la general). Por su parte, Altenstrasser, corriendo sólo en Red Bull Ring, volvió a ser 19.º, pero con 4 puntos.
En 2016 Körber amplía hasta siete rondas su participación en el ETRC (sumando Hungaroring y volviendo a Zolder). Acabó 8.º con un podio y 123 puntos. En 2016, de nuevo corre en Red Bull Ring y, además, en el TGP de Nürburgring. Consiguió dos pódium (dos terceros puestos) en las dos primeras carreras de Austria, siendo 12.º con 27 puntos.
En 2017 corrió con un camión a tiempo completo, pilotado por Körber. Finzalizó 7.º con 1 victoria de carrera y otros seis podios. En la segunda unidad del equipo, Altenstrasser pilotó en el Red Bull Ring y Steffen Faas en Nürburgring y en Slovakia Ring. Acabaron 17.º y 15.º respectivamente.

### Años Halm-Körber

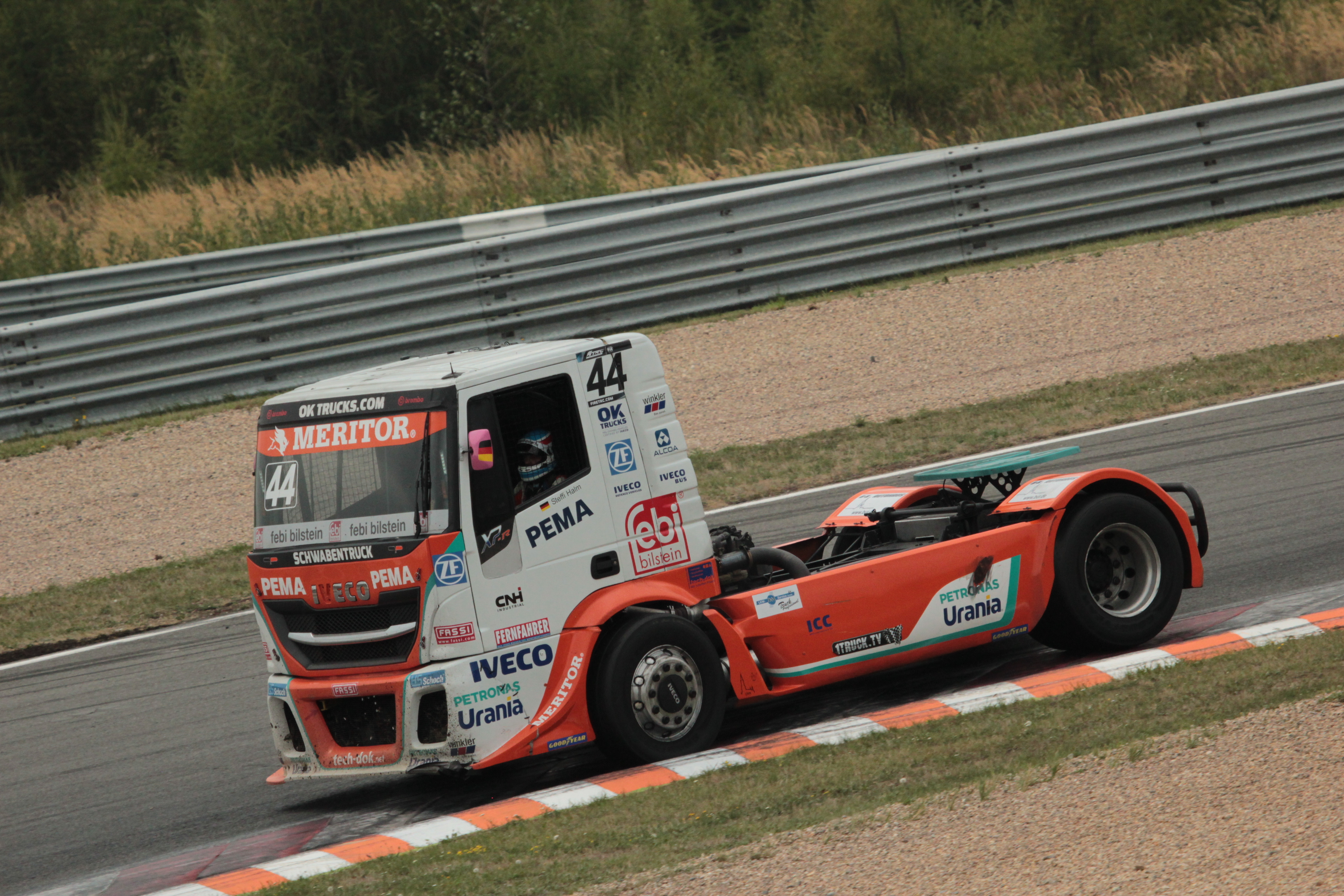
Stephanie Halm corriendo en el GP de la República Checa de 2018, celebrado en Most, a bordo del Iveco Stralis del Team Schwabentruck.

Después, tras la retirada de Körber del pilotaje a tiempo completo, el Schwabentruck anunció que Stephanie Halm sería su sustituto para 2018, mientras que Körber correría en Misano. Posteriormente, Körber también corrió en el Nürburgring. En esos dos Grandes Premios consiguió un podio y 29  puntos, acabando 29.º. Por su parte Halm, corriendo a tiempo completo, finalizó sexta con nueve podios, incluidas dos victorias. En el título de equipos corrieron en una alianza con el Team Hahn Racing llamada Die Bullen von Iveco Magirus (Los toros de Iveco Magirus), proclamándose campeones.
En 2019 Halm volvió a correr a tiempo completo, finalizando cuarta sin victorias, pero con diez podios. Körber sólo corrió en casa, en el Circuito de Nürburgring, en las que puntuó en todas, pero sin podios. Fue 12.º con 28 puntos. En el título de equipos volvieron a correr en alianza con el Team Hahn Racing, proclamándose campeones.
Para 2020 el equipo, al igual que todos los que usan un Iveco, cambiarán el Stralis por el S-Way. Comenzó la temporada puntuando en las tres primeras carreras, pero sin podios. En el segundo gran premio, tuvo problemas en el primer día con un abandono, pero en la jornada dominical consiguió dos top-5. Sin embargo, cuando Halm peleaba por ser cuarta en la general, el campeonato fue cancelado por la crisis del coronavirus.

## Resultados

### Resultados en el Campeonato de equipos del Campeonato de Europa de Carreras de Camiones
Nota: en los años 2018, 2019 y 2020 no corrieron con el nombre de Team Schwabentruck, sino con el de Die Bullen von Iveco Magirus
| Año  | Vehículo | Pilotos        | Pos. |
| ---- | -------- | -------------- | ---- |
| 2018 | Iveco    | Stephanie Halm | 1    |
| 2019 | Iveco    | Stephanie Halm | 1    |
| 2020 | Iveco    | Stephanie Halm | -    |
| 2021 | Iveco    | Stephanie Halm | 2    |

### Resultados de sus pilotos en el Campeonato de Europa de Carreras de Camiones
| Año  | Camión | N.º | Pilotos              | 1       | 1       | 1       | 1       | 2       | 2       | 2      | 2       | 3       | 3     | 3       | 3       | 4       | 4       | 4       | 4       | 5      | 5       | 5       | 5       | 6      | 6       | 6       | 6       | 7      | 7     | 7       | 7       | 8       | 8      | 8     | 8     | 9       | 9       | 9      | 9      | 10     | 10     | 10     | 10     | 11     | 11    | 11     | 11    | Posición | Puntos |
| ---- | ------ | --- | -------------------- | ------- | ------- | ------- | ------- | ------- | ------- | ------ | ------- | ------- | ----- | ------- | ------- | ------- | ------- | ------- | ------- | ------ | ------- | ------- | ------- | ------ | ------- | ------- | ------- | ------ | ----- | ------- | ------- | ------- | ------ | ----- | ----- | ------- | ------- | ------ | ------ | ------ | ------ | ------ | ------ | ------ | ----- | ------ | ----- | -------- | ------ |
| 2011 | Iveco  | 27  | Gerd Körber          | DON     | DON     | DON     | DON     | MIS DNS | MIS DNS | MIS 13 | MIS 9   | ALB     | ALB   | ALB     | ALB     | NOG     | NOG     | NOG     | NOG     | NUR 7  | NUR 11  | NUR 10  | NUR 6   | SMO    | SMO     | SMO     | SMO     | MOS    | MOS   | MOS     | MOS     | ZOL Ret | ZOL 24 | ZOL 5 | ZOL 2 | JAR     | JAR     | JAR    | JAR    | LMS 9  | LMS 7  | LMS 9  | LMS 16 |        |       |        |       | 13.º     | 37     |
| 2012 | Iveco  | 27  | Gerd Körber          | EST     | EST     | EST     | EST     | MIS 9   | MIS 6   | MIS 9  | MIS 9   | JAR     | JAR   | JAR     | JAR     | NOG     | NOG     | NOG     | NOG     | DON    | DON     | DON     | DON     | NUR 6  | NUR 3   | NUR 6   | NUR 2   | SMO    | SMO   | SMO     | SMO     | MOS 7   | MOS 7  | MOS 8 | MOS 3 | ZOL     | ZOL     | ZOL    | ZOL    | JAR    | JAR    | JAR    | JAR    | LMS 10 | LMS 9 | LMS 10 | LMS 7 | 11.º     | 69     |
| 2013 | Iveco  | 27  | Gerd Körber          | MIS 8   | MIS 6   | MIS 8   | MIS DNS | NAV     | NAV     | NAV    | NAV     | NOG     | NOG   | NOG     | NOG     | RBR     | RBR     | RBR     | RBR     | NUR 13 | NUR 10  | NUR 12  | NUR 7   | SMO    | SMO     | SMO     | SMO     | MOS 11 | MOS 5 | MOS Ret | MOS 9   | ZOL     | ZOL    | ZOL   | ZOL   | JAR     | JAR     | JAR    | JAR    | LMS 14 | LMS 13 | LMS 12 | LMS 11 |        |       |        |       | 13.º     | 24     |
| 2013 | Iveco  | 28  | Markus Altenstrasser | MIS     | MIS     | MIS     | MIS     | NAV     | NAV     | NAV    | NAV     | NOG     | NOG   | NOG     | NOG     | RBR Ret | RBR 11  | RBR 14  | RBR 8   | NUR 14 | NUR Ret | NUR DNS | NUR DNS | SMO    | SMO     | SMO     | SMO     | MOS    | MOS   | MOS     | MOS     | ZOL     | ZOL    | ZOL   | ZOL   | JAR     | JAR     | JAR    | JAR    | LMS    | LMS    | LMS    | LMS    |        |       |        |       | 19.º     | 3      |
| 2014 | Iveco  | 27  | Gerd Körber          | MIS Ret | MIS 3   | MIS 8   | MIS DNS | NAV     | NAV     | NAV    | NAV     | NOG     | NOG   | NOG     | NOG     | RBR 12  | RBR Ret | RBR 9   | RBR Ret | NUR 7  | NUR 14  | NUR 9   | NUR 4   | MOS 9  | MOS 8   | MOS 6   | MOS 12  | ZOL    | ZOL   | ZOL     | ZOL     | JAR     | JAR    | JAR   | JAR   | LMS DNS | LMS DNS | LMS 10 | LMS 12 |        |        |        |        |        |       |        |       | 12.º     | 38     |
| 2014 | Iveco  | 28  | Markus Altenstrasser | MIS     | MIS     | MIS     | MIS     | NAV     | NAV     | NAV    | NAV     | NOG     | NOG   | NOG     | NOG     | RBR 8   | RBR 11  | RBR Ret | RBR 15  | NUR 12 | NUR DNS | NUR 16  | NUR 13  | MOS    | MOS     | MOS     | MOS     | ZOL    | ZOL   | ZOL     | ZOL     | JAR     | JAR    | JAR   | JAR   | LMS     | LMS     | LMS    | LMS    |        |        |        |        |        |       |        |       | 19.º     | 3      |
| 2015 | Iveco  | 27  | Gerd Körber          | VAL     | VAL     | VAL     | VAL     | RBR 6   | RBR 3   | RBR 5  | RBR Ret | MIS Ret | MIS 7 | MIS 5   | MIS Ret | NOG     | NOG     | NOG     | NOG     | NUR 7  | NUR 2   | NUR 7   | NUR 2   | MOS 5  | MOS 7   | MOS 5   | MOS 10  | HUN    | HUN   | HUN     | HUN     | ZOL     | ZOL    | ZOL   | ZOL   | JAR     | JAR     | JAR    | JAR    | LMS 9  | LMS 9  | LMS 5  | LMS 2  |        |       |        |       | 9.º      | 124    |
| 2015 | Iveco  | 28  | Markus Altenstrasser | VAL     | VAL     | VAL     | VAL     | RBR 10  | RBR 10  | RBR 10 | RBR 10  | MIS     | MIS   | MIS     | MIS     | NOG     | NOG     | NOG     | NOG     | NUR    | NUR     | NUR     | NUR     | MOS    | MOS     | MOS     | MOS     | HUN    | HUN   | HUN     | HUN     | ZOL     | ZOL    | ZOL   | ZOL   | JAR     | JAR     | JAR    | JAR    | LMS    | LMS    | LMS    | LMS    |        |       |        |       | 19.º     | 4      |
| 2016 | Iveco  | 27  | Gerd Körber          | RBR 5   | RBR 9   | RBR 4   | RBR 3   | MIS 9   | MIS 5   | MIS 7  | MIS 7   | NOG     | NOG   | NOG     | NOG     | NUR 7   | NUR 12  | NUR 4   | NUR 6   | HUN 6  | HUN 14  | HUN 8   | HUN 8   | MOS 15 | MOS Ret | MOS 4   | MOS Ret | ZOL 5  | ZOL 8 | ZOL 5   | ZOL Ret | JAR     | JAR    | JAR   | JAR   | LMS Ret | LMS 7   | LMS 4  | LMS 6  |        |        |        |        |        |       |        |       | 8.º      | 123    |
| 2016 | Iveco  | 28  | Markus Altenstrasser | RBR 3   | RBR 3   | RBR 10  | RBR 11  | MIS     | MIS     | MIS    | MIS     | NOG     | NOG   | NOG     | NOG     | NUR 9   | NUR 7   | NUR 11  | NUR 12  | HUN    | HUN     | HUN     | HUN     | MOS    | MOS     | MOS     | MOS     | ZOL    | ZOL   | ZOL     | ZOL     | LMS     | LMS    | LMS   | LMS   | JAR     | JAR     | JAR    | JAR    |        |        |        |        |        |       |        |       | 12.º     | 27     |
| 2017 | Iveco  | 27  | Gerd Körber          | RBR 3   | RBR 3   | RBR 11  | RBR 5   | MIS 7   | MIS 5   | MIS 6  | MIS 6   | NUR 8   | NUR 3 | NUR 8   | NUR C   | SVK 8   | SVK 5   | SVK 8   | SVK 6   | HUN 7  | HUN 8   | HUN 8   | HUN 15  | MOS 10 | MOS 8   | MOS Ret | MOS 9   | ZOL 8  | ZOL 9 | ZOL 10  | ZOL 9   | LMS 8   | LMS 3  | LMS 7 | LMS 1 | JAR 6   | JAR 3   | JAR 7  | JAR 3  |        |        |        |        |        |       |        |       | 7.º      | 153    |
| 2017 | Iveco  | 28  | Markus Altenstrasser | RBR 8   | RBR 9   | RBR Ret | RBR DNS | MIS     | MIS     | MIS    | MIS     | NUR     | NUR   | NUR     | NUR     | SVK     | SVK     | SVK     | SVK     | HUN    | HUN     | HUN     | HUN     | MOS    | MOS     | MOS     | MOS     | ZOL    | ZOL   | ZOL     | ZOL     | LMS     | LMS    | LMS   | LMS   | JAR     | JAR     | JAR    | JAR    |        |        |        |        |        |       |        |       | 17.º     | 5      |
| 2017 | Iveco  | 28  | Steffen Faas         | RBR     | RBR     | RBR     | RBR     | MIS     | MIS     | MIS    | MIS     | NUR 11  | NUR 8 | NUR 13  | NUR C   | SVK 9   | SVK 9   | SVK 10  | SVK Ret | HUN    | HUN     | HUN     | HUN     | MOS    | MOS     | MOS     | MOS     | ZOL    | ZOL   | ZOL     | ZOL     | LMS     | LMS    | LMS   | LMS   | JAR     | JAR     | JAR    | JAR    |        |        |        |        |        |       |        |       | 15.º     | 8      |
| 2018 | Iveco  | 27  | Gerd Körber          | MIS 5   | MIS Ret | MIS 10  | MIS 9   | HUN     | HUN     | HUN    | HUN     | NUR 8   | NUR 2 | NUR 6   | NUR Ret | SVK     | SVK     | SVK     | SVK     | MOS    | MOS     | MOS     | MOS     | ZOL    | ZOL     | ZOL     | ZOL     | LMS    | LMS   | LMS     | LMS     | JAR     | JAR    | JAR   | JAR   |         |         |        |        |        |        |        |        |        |       |        |       | 13.º     | 29     |
| 2018 | Iveco  | 44  | Stephanie Halm       | MIS 4   | MIS 8   | MIS 2   | MIS 5   | HUN 3   | HUN 3   | HUN 5  | HUN 9   | NUR 5   | NUR 1 | NUR Ret | NUR 7   | SVK 15  | SVK 7   | SVK 3   | SVK 6   | MOS 7  | MOS 4   | MOS 10  | MOS 7   | ZOL 7  | ZOL 1   | ZOL 6   | ZOL 2   | LMS 7  | LMS 2 | LMS 5   | LMS 4   | JAR 7   | JAR 3  | JAR 7 | JAR 3 |         |         |        |        |        |        |        |        |        |       |        |       | 6.º      | 205    |
| 2019 | Iveco  | 27  | Gerd Körber          | MIS     | MIS     | MIS     | MIS     | HUN     | HUN     | HUN    | HUN     | SVK     | SVK   | SVK     | SVK     | NUR 5   | NUR 6   | NUR 5   | NUR 4   | MOS    | MOS     | MOS     | MOS     | ZOL    | ZOL     | ZOL     | ZOL     | LMS    | LMS   | LMS     | LMS     | JAR     | JAR    | JAR   | JAR   |         |         |        |        |        |        |        |        |        |       |        |       | 13.ª     | 29     |
| 2019 | Iveco  | 44  | Stephanie Halm       | MIS 5   | MIS 3   | MIS 9   | MIS 5   | HUN 5   | HUN 3   | HUN 2  | HUN 5   | SVK 2   | SVK 2 | SVK 3   | SVK 5   | NUR Ret | NUR 5   | NUR 15  | NUR Ret | MOS 3  | MOS 6   | MOS C   | MOS C   | ZOL 6  | ZOL 2   | ZOL 4   | ZOL 5   | LMS 5  | LMS 2 | LMS 6   | LMS 3   | JAR 4   | JAR 12 | JAR 6 | JAR 3 |         |         |        |        |        |        |        |        |        |       |        |       | 4.ª      | 212    |
| 2020 | Iveco  | 44  | Stephanie Halm       | MOS 5   | MOS 5   | MOS 6   | MOS C   | HUN 8   | HUN Ret | HUN 5  | HUN 5   |         |       |         |         |         |         |         |         |        |         |         |         |        |         |         |         |        |       |         |         |         |        |       |       |         |         |        |        |        |        |        |        |        |       |        |       | -        | -      |
| 2021 | Iveco  | 44  | Stephanie Halm       | HUN 5   | HUN C   | HUN 8   | HUN 2   | MOS 5   | MOS 5   | MOS 9  | MOS Ret | ZOL 8   | ZOL 2 | ZOL 6   | ZOL 7   | LMS 13  | LMS 11  | LMS 7   | LMS 7   | JAR 8  | JAR 2   | JAR 6   | JAR 2   | MIS 4  | MIS 13  | MIS 4   | MIS 8   |        |       |         |         |         |        |       |       |         |         |        |        |        |        |        |        |        |       |        |       | 6.ª      | 114    |